# Кузьниця-Бобровська
Кузьниця-Бобровська (пол. Kuźnica Bobrowska) — село в Польщі, у гміні Ґрабув-над-Просною Остшешовського повіту Великопольського воєводства.
Населення — 225 осіб (2011).
У 1975-1998 роках село належало до Каліського воєводства.

## Демографія
Демографічна структура станом на 31 березня 2011 року:
|          | Загалом | Допрацездатний вік | Працездатний вік | Постпрацездатний вік |
| -------- | ------- | ------------------ | ---------------- | -------------------- |
| Чоловіки | 113     | 17                 | 84               | 12                   |
| Жінки    | 112     | 29                 | 59               | 24                   |
| Разом    | 225     | 46                 | 143              | 36                   |